# Roe I Biplane
El Roe I Biplane (a menudo referenciado como Avro Biplane) fue el primer avión a motor diseñado, construido y volado en el Reino Unido.

## Diseño y desarrollo
Ideado como intento de ganar el premio ofrecido por el Brooklands Automobile Racing Club, fue diseñado y construido por Alliott Verdon Roe, que lo basó en un modelo a motor con el que había ganado un premio del Daily Mail de 75 libras en Alexandra Palace en abril de 1907. Este premio era sustancialmente mayor: el comité del club ofrecía 2500 libras a la primera persona que volara un circuito de 3 millas (4,8 km) al final del año. Además, el Daily Graphic estaba ofreciendo un premio de 1000 libras por volar más de 1 milla (1,6 km).
El biplano de Roe fue construido en el garaje de su hermano en Putney y transportado a Brooklands para realizar pruebas en septiembre de 1907. Era un biplano de dos vanos de configuración canard y envergaduras desiguales sin ninguna superficie estabilizadora vertical o timón, y estaba propulsado originalmente por un motor JAP de 7 kW (9 hp) montado delante del ala, moviendo una hélice bipala propulsora de aluminio montada detrás de la misma. Demostró no tener suficiente potencia para hacer que volara el aparato. Roe continuó trabajando en su avión, pidiendo prestado un motor Antoinette francés de 18 kW (24 hp) para usar en su lugar. Para poder cargar con el peso adicional de este motor, Roe instaló superficies sustentadoras adicionales a mitad del hueco del vano interior de la estructura alar. Con este motor, Roe fue capaz de realizar varios vuelos cortos con el avión; el primero fue el 8 de junio de 1908.
Una de las condiciones de ocupación de Roe de su cobertizo en Brooklands era que pudiera usarse como zona de descanso durante los días de carrera, y, en el primero de ellos, el avión resultó dañado cuando era pasado a mano por encima de una valla por personal asistente. Roe reparó el avión y realizó más vuelos cortos antes de que fuera desalojado de Brooklands el 17 de julio de 1908. Roe desmanteló el avión y devolvió el motor, ya que no podía permitirse comprarlo.
En 1988 se construyó una réplica no volable por el 80.º aniversario del primer vuelo de Roe y permanece en exhibición en el Brooklands Museum. En 2008 se construyó una réplica capaz de carretear para el museo, para celebrar el centenario del vuelo.

## Especificaciones (motor Antoinette)
Referencia datos: Jackson 1990 p.3

### Características generales
- Tripulación: Uno (piloto)
- Longitud: 7 m (23 ft)
- Envergadura: 11 m (superior), 9,1 m (inferior)
- Peso vacío: 159 kg (350,4 lb)
- Peso cargado: 295 kg (650,2 lb)
- Planta motriz: 1× motor lineal V8 refrigerado por agua Antoinette 8V.
  - Potencia: 18 kW (25 HP; 24 CV)
- Hélices: Bipala de aluminio
- Diámetro de la hélice: 2,03 m

## Aeronaves relacionadas

### Desarrollos relacionados
- Roe I Triplane
- Roe II Triplane
- Roe III Triplane
- Roe IV Triplane

### Secuencias de designación
- Secuencia Romana (interna de Roe): I Biplane - I Triplane - II Triplane - III Triplane →